# ولاد غيدة بهت (الدهس)
ولاد غيدة بهت هو دُوَّار يقع بجماعة ارميلات، إقليم سيدي قاسم، جهة الرباط سلا القنيطرة في المملكة المغربية. ينتمي الدوّار لمشيخة الدهس التي تضم 14 دوار. يقدر عدد سكانه بـ 992 نسمة حسب الإحصاء الرسمي للسكان والسكنى لسنة 2004.

## روابط خارجية
- البوابة الوطنية للجماعات الترابية
- المندوبية السامية للتخطيط